# Findlay-Gruppe
Die Findlay-Gruppe (englisch: Findlay Group) ist eine Inselgruppe im kanadisch-arktischen Archipel in Nunavut, Kanada und besteht aus den fünf Inseln Lougheed Island, Stupart Island, Edmund Walker Island, Grosvenor Island und Patterson Island, die sich von Nordwesten nach Südosten erstrecken. Die bei weitem größte Insel ist Lougheed Island.

## Inseln
| Name                 | Fläche km² | Koordinaten           |
| -------------------- | ---------- | --------------------- |
| Lougheed Island      | 1305,30    | 77° 24′ N, 105° 15′ W |
| Stupart Island       | 1,35       | 77° 08′ N, 104° 25′ W |
| Edmund Walker Island | 81,62      | 77° 07′ N, 104° 10′ W |
| Grosvenor Island     | 5,80       | 77° 05′ N, 103° 52′ W |
| Patterson Island     | 4,00       | 77° 03′ N, 103° 41′ W |